# Communauté de communes du Nivernais Bourbonnais
La communauté de communes du Nivernais bourbonnais est une communauté de communes française, située dans le département de la Nièvre et la région Bourgogne-Franche-Comté.

## Composition
La communauté de communes est composée des 9 communes suivantes :

| Nom                             | Code Insee | Gentilé        | Superficie (km2) | Population (dernière pop. légale) | Densité (hab./km2) |
| ------------------------------- | ---------- | -------------- | ---------------- | --------------------------------- | ------------------ |
| Saint-Pierre-le-Moûtier (siège) | 58264      | Saint-Pierrois | 47,67            | 1 828 (2022)                      | 38                 |
| Azy-le-Vif                      | 58021      | Avrilois       | 46,9             | 195 (2022)                        | 4,2                |
| Chantenay-Saint-Imbert          | 58057      | Chantenois     | 41,69            | 1 090 (2022)                      | 26                 |
| Langeron                        | 58138      | Langeronnais   | 20,26            | 343 (2022)                        | 17                 |
| Livry                           | 58144      |                | 27,62            | 646 (2022)                        | 23                 |
| Luthenay-Uxeloup                | 58148      | Luthenois      | 37,69            | 607 (2022)                        | 16                 |
| Neuville-lès-Decize             | 58192      |                | 26,74            | 211 (2022)                        | 7,9                |
| Toury-sur-Jour                  | 58294      | Toriens        | 24,4             | 124 (2022)                        | 5,1                |
| Tresnay                         | 58296      | Trainacois     | 18,15            | 132 (2022)                        | 7,3                |

## Historique
| Période       | Identité        | Qualité |                                          |
| ------------- | --------------- | ------- | ---------------------------------------- |
| 2008-en cours | Christian Barle | DVD     | Maire de Livry Ancien conseiller général |
| ⇔2008         | Frédéric Pignot |         |                                          |

La commune de Neuville-lès-Decize, appartenant auparavant à la communauté de communes Sologne Bourbonnais-Nivernais, rejoint la communauté de communes le 1er janvier 2017.

## Sources
- Le SPLAF (Site sur la Population et les Limites Administratives de la France)
- La base ASPIC